# Tramlijn 91 (Brussel)
De Brusselse tramlijn 91 uitgebaat door de MIVB, verbond het metrostation Louiza met de halte Stalle (P) in Ukkel. Haar kenkleur was donkergroen.

## Bijzonderheden
Tramlijn 91 legde tussen Louiza en Helden hetzelfde traject af als tramlijn 92. De eindhalte Stalle (P) ligt, zoals de naam doet vermoeden, aan een parkeerterrein dat een park-and-ride heeft.
Op 2 juli 2007 werd tramlijn 91 afgeschaft door de 5e herzieningsfase van het tramnet. Tegelijkertijd werd tram 4 opgestart met als eindpunt Stalle (P) en Esplanade. Het traject van de tramlijn 91 werd toen overgenomen door tram 4 tot aan Vanderkindere, van waar deze richting de noord-zuidverbinding reed en het traject van de tevens afgeschafte tramlijn 52 overnam.
Verder werd ook tramlijn 97 opgericht tussen, Louiza en Stalle (P). Uiteraard zijn er verschillen met lijn 91: enkel de eerste en laatste haltes worden overgenomen van tram 91, de rest is van lijn 18 afkomstig.

## Voertuigen
Deze tramlijn werd bijna uitsluitend uitgebaat door lagevloertrams T2000.

## Afbeeldingen

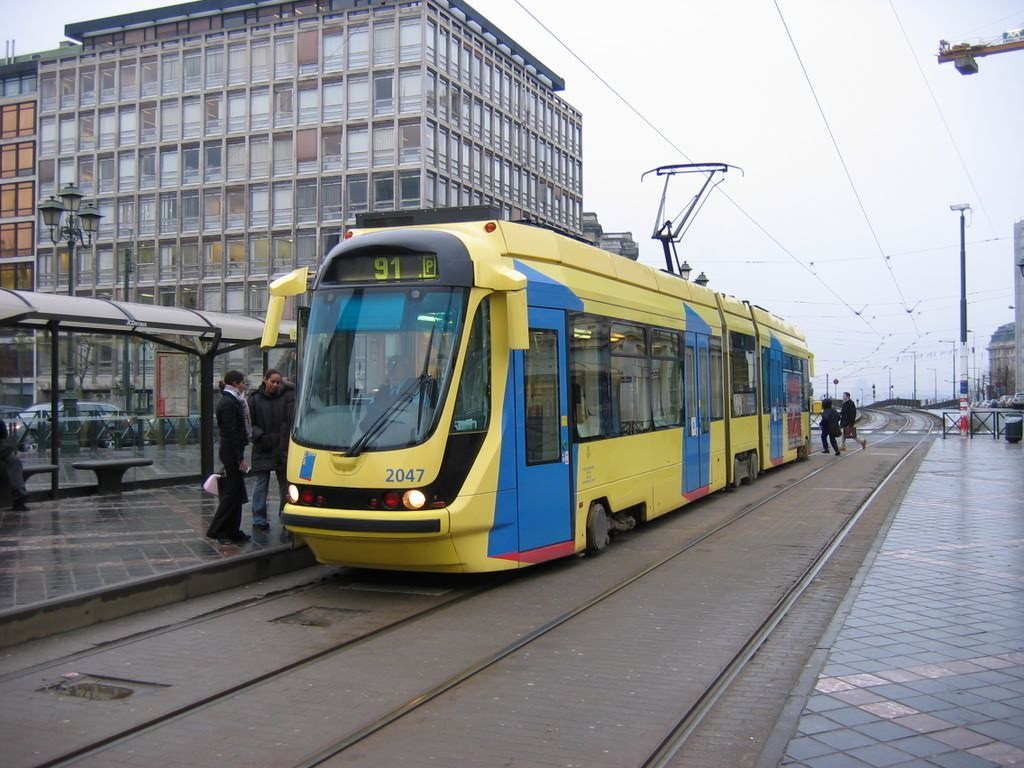